# Campaea olivata
Campaea olivata là một loài bướm đêm trong họ Geometridae.